# Mauritania en los Juegos Olímpicos de Pekín 2008
Mauritania estuvo representada en los Juegos Olímpicos de Pekín 2008 por dos deportistas, un hombre y una mujer, que compitieron en atletismo.
El portador de la bandera en la ceremonia de apertura fue el atleta Suleiman Uld Chebal. El equipo olímpico mauritano no obtuvo ninguna medalla en estos Juegos.